# Кровавый урожай (фильм, 1987)
«Крова́вый урожа́й» (англ. Blood Harvest) — американский слэшер режиссёра и оператора Билла Ребане с Тайни Тимом, Итонией Салчек и Лори Миннетти в главных ролях. Выпущен в 1987 году. Первый кинофильм, в котором снялся Питер Краузе.

## Сюжет
Джилл Робинсон, вернувшись домой после учёбы в колледже, обнаруживает, что её родители пропали, а дом разграблен. Её отец, который работал в банке, стал изгоем в сельской общине из-за того, что лишил права выкупа местные фермы. Ситуация ухудшилась, когда Джилл поняла, что её преследуют, а её друзья исчезают один за другим. Она остаётся наедине с другом детства и бывшим любовником Гэри, а также его психически неуравновешенным братом Мерво, и теперь вынуждена бороться за свою жизнь.

## В ролях
- Тайни Тим — Мервон Дикенсон / чудесный Мерво / клоун
- Итония Салчек — Джилл Робинсон
- Дин Уэст — Гэри Дикенсон
- Лори Миннетти — Сара
- Питер Краузе — Скотт
- Фрэнк Бенсон — шериф Бакли
- Альберт Джаггард — священник
- Уильям Декстер — мужчина в кафе
- Арлин Декстер — 1-я банковская работница
- Жанетт Белант — 2-я банковская работница
- Пит Ван Райан — аукционист
- Харви Вудворд — помощник аукциониста
- Рэнди Скотт — игрок
- Крис Джанке — игрок
- Джим Забелла — игрок
- Дэйв Дойл — игрок

## Производство и выпуск
Альтернативные названия: «Кошмар» (Nightmare) и «Чудесный Мерво» (The Marvelous Mervo). Фильм снимался в трёх точках штата Висконсин: Глисон, Ирма и Меррилл.
Вышел 1 января 1987 года. Blu-ray-версия с новым 4K-сканом оригинального негатива 16-мм камеры была выпущена компанией Vinegar Syndrome в октябре 2018 года. Первые 1 500 копий были выпущены ограниченным тиражом со специальной обложкой.

## Критика и наследие
AllMovie назвал «Кровавый урожай» «очевидной попыткой отхватить долю умирающего рынка слэшеров, снятой на дешевую, зернистую пленку с небольшим любительским актёрским составом», добавив, что «те, кто ценит Тайни Тима за его удивительный вокальный диапазон и обширный репертуар песен Tin Pan Alley начала века, будут удручены, наблюдая за его унижением», в то время как «другие могут получить удовольствие от особенно жалкого фиаско слэшера, которое может вызвать насмешливые возгласы у поклонников жанра».
Компания Squanch Games получила лицензию на использование материалов из фильма в видеоигре 2022 года High on Life: вступительную сцену можно увидеть на экране телевизора в гостиной главного героя после победы над первыми тремя бандитами.